# Вейялайнен, Лийса
Лийса Вейялайнен (фин. Liisa Veijalainen; 4 апреля 1951, Хепойоки, Финляндия) — финская ориентировщица, многократная чемпионка мира, победительница первенств Северных стран и Финляндии.

## Детство и начало карьеры
Родилась в семье Алли и Нийло Лиукконен (фин. Liukkonen) на Юго-Западе Финляндии.
Начала заниматься ориентированием в 11 лет в спортивном обществе «Пииккиэн Карху». Одновременно с ориентированием занималась лёгкой атлетикой и в 15 лет была в составе сборной команды округа Варсинайс-Суоми по лёгкой атлетике. Специализировалась на прыжках в высоту.
В 17 лет уже была серебряным призёром чемпионата Финляндии. В 1968 и 1969 годах принимала участие в матчевой встрече Эстония—Финляндия, которая проходила в Карккила (Финляндия) и в окрестностях Таллина соответственно.

## Взрослая карьера
Первым чемпионатом мира для Лийсы стал чемпионат 1970 года в Германии. Надежды на медали в индивидуальной гонке были похоронены сразу же после старта — первый же КП Лийса искала 49 минут. После такого провала нельзя было думать не только о медалях, но даже о попадании в десятку лучших.
Лийса выиграла индивидуальную гонку на чемпионате мира 1976 года в Шотландии и дважды (1978 и 1979 гг.) завоёвывала серебро. Также она трёхкратная чемпионка мира в составе финской женской сборной в эстафете чемпионатов 1972, 1978 и 1979 годов (и дважды серебряный призёр 1976 и 1981 гг.).